# Махендраварман
Махендраварман (кхмер. មហេន្ទ្រវម៌្), в китайских источниках упоминается как Читрасена (кхмер. ចិត្រសេន, кит. трад. 質多斯那, пиньинь Zhituosena) — правитель Ченлы (598—610).

## Биография
Сын Виравармана, брат Бхававармана I.
Именно его отец Вираварман избрал преемником. Однако он унаследовал престол от своего брата Бхававармана I, умершего в 598 году.
Расширял владения на севере, доходя до сердца Таиланда — Кхом Каена. Продолжал покорять Фунань.